# Zelleromyces striatus
Zelleromyces striatus är en svampart som först beskrevs av Gordon Herriot Cunningham, och fick sitt nu gällande namn av G.W. Beaton, Pegler & T.W.K. Young 1984. Zelleromyces striatus ingår i släktet Zelleromyces och familjen kremlor och riskor.   Inga underarter finns listade i Catalogue of Life.